# Clupisoma prateri
Clupisoma prateri är en fiskart som beskrevs av Hora, 1937. Clupisoma prateri ingår i släktet Clupisoma och familjen Schilbeidae. IUCN kategoriserar arten globalt som livskraftig. Inga underarter finns listade i Catalogue of Life.